# Bellechaume
Bellechaume település Franciaországban, Yonne megyében. Lakosainak száma 437 fő (2022. január 1.). Bellechaume Arces-Dilo, Esnon, Paroy-en-Othe, Brienon-sur-Armançon, Bussy-en-Othe, Champlost és Mercy községekkel határos.

## Népesség
A település népességének változása:
| Lakosok száma | 426  | 429  | 448  | 441  | 442  | 443  | 440  | 439  | 437  |
|               | 2013 | 2015 | 2016 | 2017 | 2018 | 2019 | 2020 | 2021 | 2022 |